# Grammy Museum Experience
The Grammy Museum Experience is een interactief museum in New Jersey. Het is gericht op de geschiedenis en winnaars van Grammy Awards. Het werd op 20 oktober 2017 geopend in het Prudential Center in Newark.
Op een oppervlakte van circa 750 vierkante meter organiseert het museum evenementen en educatieve programma's en toont het multimediapresentaties en hoogtepunten van artiesten uit en de muziekgeschiedenis van New Jersey. Ook wordt voor bezoekers nagebootst hoe het voelt om op een podium te staan en hoe het eraan toegaat in een opnamestudio, door interactief te zingen en muziekinstrumenten te bespelen met bekende artiesten.
Het museum maakt deel uit van een groep Grammy Museums. De andere museums zijn het Grammy Museum at L.A. Live in Los Angeles, The Grammy Museum in Mississippi en The Grammy Museum bij de Musicians Hall of Fame in Nashville.